# Erling Vinne
Erling Vinne (* 7. August 1892 in Oslo; † 20. Juni 1963 ebd.) war ein norwegischer Dreispringer.
Bei den Olympischen Spielen wurde er 1912 in Stockholm Vierter und schied 1920 in Antwerpen in der Qualifikation aus.
Fünfmal wurde er Norwegischer Meister (1912, 1914, 1917–1919). Seine persönliche Bestleistung von 14,65 m stellte er am 23. September 1917 in Kristiania auf.